# Tor-Arne Fredheim
Tor-Arne Fredheim (* 5. November 1962 in Hallstahammar) ist ein ehemaliger schwedischer Fußballspieler, der nach Abschluss seiner aktiven Laufbahn als Fußballtrainer arbeitet. Mit IFK Norrköping gewann er einmal den schwedischen Meistertitel sowie zweimal den Landespokal.

## Werdegang
Fredheim spielte zunächst bei Hallstahammars SK in seiner Heimatstadt. 1984 wechselte er zum IFK Norrköping in die Allsvenskan. Kam er während der regulären Spielzeit in der Saison 1984 lediglich zu fünf Spieleinsätzen, war er in der Meisterschaftsendrunde Stammspieler. An der Seite von Peter Lönn, Jan Kalén, Jan Hellström und Jonas Lind erreichte er mit der Mannschaft die Endspiele gegen IFK Göteborg. Im Hinspiel bei der 1:5-Heimniederlage noch in der Startelf kam er bei der 0:2-Niederlage im Rückspiel nicht mehr zum Einsatz. Nach einem zehnten Tabellenplatz im Folgejahr etablierte er sich in der Spielzeit 1986 als Stammspieler. In allen 22 Saisonspielen war er im Einsatz, der Klub erreichte erneut die Meisterschaftsendrunde. Dort erzielte er beim 2:2-Unentschieden zum Auftakt gegen Malmö FF die zwischenzeitliche 1:0-Führung. Nach einem 0:0-Remis im Rückspiel schied die Mannschaft jedoch aufgrund der Auswärtstorregel gegen den späteren Meister aus.
Auch in den folgenden Jahren schwankte die Mannschaft zwischen Mittelfeld und Tabellenspitze, ebenso Fredheim zwischen Startelf und Ersatzbank. 1988 gewann er mit dem Klub den Landespokal im Finale gegen Örebro SK. In der Spielzeit 1989 spielte er wiederum nur 13 Saisonspiele in der regulären Saison, war aber unter Trainer Kent Karlsson Stammkraft in der Meisterschaftsendrunde. Dort erreichte die Mannschaft die Endspiele gegen den Malmö FF, den Tabellenersten der regulären Spielzeit. Erst in einem Entscheidungsspiel fiel die Entscheidung zugunsten von IFK Norrköping. In den folgenden drei Jahren wurde er mit dem Klub jeweils Vizemeister, 1991 wiederholte die Mannschaft dieses Mal mit einem Finalsieg gegen Östers IF den Pokaltriumph.
Ab 1993 ließ Fredheim seine Karriere unterklassig ausklingen, zunächst zwei Spielzeiten bei Linköpings FF und anschließend zwei Jahre bis 1996 bei Åby IF. Dort war er in seiner letzten Spielzeit Spielertrainer, ehe er zum IFK Norrköping zurückkehrte. Hier war er zunächst im Jugendbereich und als Trainerassistent tätig. 2001 beerbte er Olle Nordin als Cheftrainer, nach nur einer Spielzeit – erst in den Relegationsspielen gegen Mjällby AIF schaffte der Verein den Klassenerhalt in der Allsvenskan – trennte sich der Klub jedoch wieder von ihm. Anschließend war er u. a. in der Trainerausbildung der Fußballakademie von Degerfors IF tätig, ehe er 2005 auf die Trainerbank von IK Sleipner wechselte. Mit dem Viertligisten stieg er Ende 2008 in die Division 1 auf, nach zwei Spielzeiten in der dritten Liga verließ er jedoch den Klub und übernahm Anfang 2010 den Trainerposten beim Lokalkonkurrenten IF Sylvia.
Zur Zweitliga-Spielzeit 2012 übernahm Fredheim den in der Superettan antretenden Ljungskile SK. Nach einem fünften im ersten und einem neunten Tabellenplatz im zweiten Jahr verlängerte der Verein im November 2013 seinen auslaufenden Vertrag um zwei Spielzeiten. In der Spielzeit 2014 erreichte die Mannschaft als Tabellendritter die Relegation zur Allsvenskan, scheiterte dort jedoch nach zwei Niederlagen an Gefle IF. Nach einem sechsten Rang im Folgejahr trennten sich die Wege, bereits wenige Tage nach Saisonende verpflichtete ihn der Ligakonkurrent Assyriska Föreningen. Nach nur drei Punkten aus den ersten sieben Spielen in der Spielzeit 2016 wurde er seines Amtes enthoben und durch den bisherigen Ko-Trainer Fredrik Samuelsson ersetzt.
Im November 2016 verpflichtete der Viertligist FC Trollhättan Fredheim als neuen Trainer, mit dem die Rückkehr aus der Division 2 in die Division 1 gelingen sollte. Zwar erreichte er mit der Mannschaft in einem Vierkampf mit Grebbestads IF, Karlstad BK und IK Gauthiod die Vizemeisterschaft und damit die Aufstiegsrelegation, dort blieb sie jedoch ohne Sieg und verpasste als Dritter hinter Lunds BK und Eskilsminne IF den Wiederaufstieg. Nachdem zunächst bekräftigt wurde, dass er auch im folgenden Jahr den Klub trainieren werde, wechselte er kurz vor Weihnachten 2017 zum Drittligisten Västerås SK. Die Mannschaft führte er in der Drittliga-Spielzeit 2018 direkt an die Tabellenspitze der Nord-Staffel, wurde dennoch wegen wachsender Kritik aus der Mannschaft wegen seiner Mannschaftsführung und Taktik Ende Juli von seinem Amt enthoben. Letztlich stieg die Mannschaft nach 22 Saisonsiegen in 30 Ligaspielen mit neun Punkten Vorsprung vor Absteiger Syrianska FC als Staffelsieger in die zweite Liga auf.
Im Mai 2019 heuerte Fredheim beim Zweitligaabsteiger Åtvidabergs FF an, der kurz zuvor auf einem Abstiegsplatz liegend Rickard Johansson freigestellt hatte. Jedoch blieb auch unter ihm der Erfolg aus, kurz vor Saisonende wurde er Anfang Oktober beim seinerzeitigen Tabellenletzten gefeuert. Seine bisherigen Assistenten Jesper Ny und Henrik Gustavsson führten den Klub zwar noch bis auf zwei Punkte an den Relegationsplatz heran, vier Jahre nach der letzten Spielzeit in der Allsvenskan trat der Klub damit den Gang in die Viertklassigkeit an.
Im Oktober 2020 kehrte Fredheim zu Ljungskile SK zurück, um dem auf einem Abstiegsplatz liegenden Klub im Endspurt der Spielzeit 2020 zu unterstützen. Der Erfolg blieb ihm jedoch versagt, als Tabellenschlusslicht stieg der Klub wieder in die Division 1 ab. Daraufhin entschied sich der Klub rund um den folgenden Jahreswechsel, den auslaufenden Vertrag nicht zu verlängern.
Im August 2021 verpflichtete der Ex-Klub IFK Norrköping ihn als neuen Cheftrainer für die Frauenmannschaft, die in der zweitklassigen Elitettan antrat. Nachdem er sie in der Spielzeit 2021 zum Klassenerhalt geführt hatte, wurde sie in der Spielzeit 2022 hinter dem Växjö DFF Vizemeister und stieg erstmals in der Vereinsgeschichte in die Damallsvenskan auf.